# Affaire Hervé Bopda
Pour les articles homonymes, voir Bopda.
Le texte peut changer fréquemment, n’est peut-être pas à jour et peut manquer de recul. 
Le titre et la description de l'acte concerné reposent sur la qualification juridique retenue lors de la rédaction de l'article et peuvent évoluer en même temps que celle-ci.
L'affaire Hervé Bopda est un scandale sexuel qui éclate au Cameroun le 19 janvier 2024, lorsqu'un lanceur d'alerte, N'zui Manto, publie sur les réseaux sociaux des dizaines de témoignages sur des faits présumés de viols, proxénétisme et séquestrations impliquant Hervé Bopda, homme d'affaires et jet-setteur.
Ce dernier se plaint de diffamation et dépose plainte. D'autres plaintes sont déposées pour le compte des présumées victimes.
L'affaire lance une vague #MeToo au Cameroun. Elle suscite de vives réactions dans le pays et à l'international.

## Protagoniste

### Hervé Bopda
Hervé Bopda, de son nom complet Hervé Noël Fodouop Bopda, est l'un des enfants d'Emmanuel Bopda, entrepreneur ayant fait fortune dans l'immobilier avec l'entreprise Afrique Construction,. Boem Steel Industry, l'entreprise qu'il lègue à ses ayants droit serait l'objet de dispute entre les héritiers. Il étudie au collège Libermann, au Sacré-Cœur de Makak et en Europe. À l'âge adulte, il rejoint son père dans la gestion du groupe familial avant de devenir homme d'affaires à la tête d'entreprises parmi lesquelles des structures héritées du patrimoine bâti par son père.

## Témoignages et accusations
À partir du 19 janvier 2024, le lanceur d'alerte N'zui Manto publie sur son compte Facebook une série de témoignages anonymes dénonçant les agissements présumés du jet setteur. Quelques jours plus tard, lors d'un live sur Facebook de plus de 4 heures, un nombre record de plus de 50 000 internautes sont connectés, écoutant les témoignages qui appellent, accablent Hervé Bopda et quelques autres personnes de son entourage. Depuis, d'autres hommes et femmes racontent sur les réseaux sociaux les abus qu'ils auraient subis de la part d'Hervé Bopda; dans des lieux courus par ce dernier dans plusieurs villes au Cameroun telles Douala, Yaoundé, Kribi, Limbé et Buéa.
Dans ces témoignages, Hervé Bopda est décrit comme un homme violent, menaçant ses victimes avec une arme à feu. Au total, N'zui Manto aurait reçu plus de 1 000 messages à ce sujet.
L'accusé est présenté comme auteur de viols sur des centaines de femmes, dont certaines enlevées sous la menace d'arme à feu ou avec l'assistance de ses gardes du corps et de personnels de la garde présidentielle camerounaise. Des vidéos sont diffusées le montrant en compagnie d'hommes en tenue exécutant le salut militaire. Un des témoignages anonymes lui attribue de fortes influences et des relations à la présidence de la République,. Des témoins disent craindre les représailles et refusent de quitter l'anonymat en portant plainte.
Il est également accusé d'être à la tête d'un vaste réseau de proxénétisme auquel appartiendraient de nombreux influenceurs, artistes, opérateurs économiques et hauts responsables des forces de l'ordre camerounaises,. Il est aussi accusé d'être positif au VIH et de délibérément transmettre le virus à ses victimes. Ce qu'il dément en présentant des résultats de tests sérologiques.

## Procédures judiciaires
Le 25 janvier 2024, la commission des droits de l'homme du barreau du Cameroun informe, dans un courrier transmis au parquet, avoir pris connaissance « à travers les réseaux sociaux », grâce à des témoignages publiés « dans l’anonymat », de faits « d’outrage à la pudeur, harcèlement sexuel, viols, menaces, séquestrations et violences sur plusieurs victimes ». Le barreau appelle à « l’ouverture d’une enquête » et invite le parquet à traduire l'auteur présumé dans le respect d'une procédure équitable « devant les juridictions compétentes afin que justice soit rendue conformément à la loi. Cependant, la difficulté réside dans le caractère évident de cette procédure où des indices d'activités liées à la prostitution sont présentes, cette dernière étant punie par le droit camerounais. »,.
Hervé Bopda est inculpé pour « port illégal d'arme », « escroquerie », « menace sous condition » et « harcèlement sexuel ». Après une seconde vague de quatre plaintes, il est inculpé également pour « viols en réunion », « tentative d’enlèvement sous la menace d’une arme » et « agressions diverses et menaces ».
D'après Mimi Mefo Takambou, des enquêteurs sont sous pression et empêchés de faire des perquisitions dans l'appartement de Bonapriso et du domicile familial d'Hervé Bopda.
Le 29 février 2024, Hervé Bopda est placé en détention provisoire dans une prison à Douala.
Le 19 août 2024, il est libéré sous caution.

## Plaintes
Le 23 janvier 2024, Hervé Bopda porte plainte pour diffamation. Une plainte est déposée contre Hervé Bopda auprès d'un tribunal à Douala par un collectif d'avocats dont font partie Dominique Etéki Fousse et Guy Olivier Moteng,,. Universal Lawyers and Human Rights Defense affirme avoir reçu au moins 4 plaintes de présumées victimes,. Des plaintes ont été déposées au tribunal militaire et judiciaire de Douala. La procédure judiciaire militaire peut aller au-delà de 8 jours. 
Le tribunal militaire de Douala se dessaisit de l'affaire qui est transmise au Tribunal de Grande instance de Douala, sur la base que l'arme en possession d'Hervé Bopda n'est pas une arme militaire.
Les avocats d'Hervé Bopda présentent en outre 3 tests de VIH séronégatifs. Ces tests sont contestés par les avocats des plaignants.

## Réactions
Le 25 janvier 2024, Maurice Kamto, président du Mouvement pour la renaissance du Cameroun (MRC), appelle le gouvernement camerounais à se saisir de l'affaire.
Le 26 janvier 2024, la ministre de la promotion de la femme et de la famille, Marie-Thérèse Abena Ondoa « encourage » les victimes présumées  à « briser le silence » et « à fournir aux autorités judiciaires les éléments nécessaires à la conduite des procédures destinées à établir la matérialité des faits. »,.
Human Rights Watch demande un soutien médical et psychologique pour les présumées victimes,. Plusieurs établissements huppés qu'il fréquentait lui interdisent désormais l'accès.

### Mobilisation sur les réseaux sociaux
Plusieurs personnalités camerounaises et internationaux dont Claudy Siar, Lady Sonia, Lydol, Magasco, Kareyce Fotso et Ayra Starr se mobilisent autour du hashtag #StopBopda,,.
L'hashtag est repris plus de 100 000 fois sur Twitter,,,.

## Conséquences

### Traque et arrestation du suspect
Le 29 janvier 2024, en présence de forces de l'ordre, son appartement est mis sous scellé. Hervé Bopda est déclaré en fuite et est annoncé recherché par les services de l'ordre. Le 31 janvier 2024, vers 1h45, Hervé Bopda est arrêté par la police judiciaire chez son oncle à Bonabéri,,,,,.

### Communiqué de la famille du suspect
À la suite de la forte médiatisation de l'affaire, la famille d'Emmanuel Bopda, père du suspect, émet une communication. Elle y condamne les actes dénoncés dans les témoignages des présumés victimes, y exprime sa compassion à l'égard de celles-ci et rappelle la présomption d'innocence dont devrait bénéficier Hervé Bopda. La famille demande aussi à la justice d'agir pour établir les vérités et réduire les dommages à la réputation du « patriarche » Emmanuel Bopda,.

### Critique du gouvernement
Le chanteur Richard Bona reproche au gouvernement son « silence » face à l'affaire, et l'accuse de « complicité ».
Le 25 janvier 2024, une lettre ouverte est signée par 22 femmes de la société civile camerounaise. Celle-ci est déposée auprès des autorités et dénonce « l’inaction ou la lenteur des services gouvernementaux compétents » dans les cas de violences faites aux femmes. Elle invite les services concernés à se constituer partie civile, notamment dans le cadre de cette affaire.
Au 30 janvier 2024, au vu du seul communiqué de la ministre, la presse qualifie la réaction gouvernementale et officielle de frileuse.

### Suspension d'un journaliste
Le journaliste Junior Abena aurait été suspendu de l'Union des journalistes camerounais (UJC) à titre provisoire,. Ce dernier, qui s'appelle en réalité Valentin Moudang Abena, produit un démenti disant n'avoir jamais fait partie du Syndicat national des journalistes du Cameroun (SNJC) et ne pouvant par conséquent en être suspendu,. Son frère, Xavier Abena, associé d'Hervé Bopda, abondamment cité dans les témoignages des présumés victimes, aurait joué un rôle central dans la facilitation des activités de prédation des victimes,,.